# Mesaphorura italica
Mesaphorura italica är en urinsektsart som först beskrevs av Josef Rusek 1971.  Mesaphorura italica ingår i släktet Mesaphorura, och familjen blekhoppstjärtar. Arten är reproducerande i Sverige.